# Menkaré
Menkaré az ókori egyiptomi VIII. dinasztia egyik uralkodója. Dinasztiájának első vagy második királya volt, Valószínűleg rövid ideig uralkodott, az óbirodalom és az első átmeneti kor közti átmenet idején, az i. e. 22. században. Az, hogy ebben a korban rövid ideig uralkodó királyok váltották egymást viszonylag gyorsan, nehéz időket sugall, ami feltehetőleg összefüggésben állt a Közel-Kelet ebben az időben zajló gyors elsivatagosodásával. Menkaré székhelye Memphisz volt.

## Említései
Történeti források
Menkaré egyetlen biztos említése a XIX. dinasztia elején összeállított abüdoszi királylistán szerepel, amelyet I. Széthi állíttatott össze vallási okokból, és amely ma az első átmeneti kor eleje uralkodóival kapcsolatban a legfontosabb történelmi forrásnak minősül. A Menkaré uralkodói név a lista 41. neveként szerepel. A szintén a XIX. dinasztia elején összeállított torinói királylistán is szerepelhetett, ez a papirusz azonban töredékes és az a rész is hiányos, ahol Menkaré szerepelt volna.
Korabeli források
Neith királyné dél-szakkarai sírjában egy reliefen a királyné egy sérült királyi kártus előtt áll. Percy Newberry felvetette, hogy a kártusban Menkaré neve lehet, így ez a király egyetlen fennmaradt korabeli említése lenne. Ezzel Gae Callender is egyetért, aki újra megvizsgálta Gustave Jéquier-nek a feliratról készült rajzait.
Egy későbbi forrás

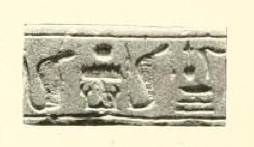
Pecséthenger Menkaré vagy Menkauré nevével

Egy másik, bár későbbi lehetséges említése egy mázas szteatit pecséthenger, mely ma a British Museumban található 30557-es katalógusszámmal, és rajta „a jó isten, a Két Föld ura, Menkaré” neve szerepel. A pecsét a XXVI. dinasztia idején készült, jó 1700 évvel Menkaré után. Egyes tudósok szerint azonban valószínűtlen, hogy valóban Menkaréra utal, aki a kevésbé ismert fáraók közé tartozik; lehetséges, hogy a név csak elírás, és a sokkal ismertebb Menkaurét, a gízai piramisok egyikének építőjét értették alatta.

## Megcáfolt azonossága Nitókrisszal
Flinders Petrie feltételezte, hogy Menkaré azonos lehet a legendás Nitókrisz királynővel, akit Hérodotosz és Manethón is említ, és akiről úgy tartották, ebben az időben élt. Petrie arra alapozta feltevését, hogy Manethón szerint Nitókrisz építtette a harmadik gízai piramist. Mivel ezt a piramist Menkauré építtette, Petrie feltételezte, hogy Manethón is összetévesztette Menkarét és Menkaurét, ahogyan a pecsét is. Petrie feltevését mára megcáfolták, és a torinói királylista ma elfogadott elemzése szerint Nitókrisz neve valójában egy Netjerkaré Sziptah nevű férfi uralkodó nevének félreolvasásából ered.

## Fordítás
- Ez a szócikk részben vagy egészben  a   Menkare című angol Wikipédia-szócikk ezen változatának fordításán alapul.  Az eredeti cikk szerkesztőit annak laptörténete sorolja fel. Ez a jelzés csupán a megfogalmazás eredetét és a szerzői jogokat jelzi, nem szolgál a cikkben szereplő információk forrásmegjelöléseként.